# Шариат
Шариатът (на арабски: شريعة – пряк, правилен), на български изписвано също като шериат, е ислямското право, което урежда всички аспекти на живота и обществото.
Това е съвкупност от правови, морални и религиозни норми на исляма, които обхващат всички страни на живота на правоверните мюсюлмани. Те са изложени в Корана и сунните.
Шариатът възниква в Арабския халифат през 7 век и се доразвива до 12 век. Като основен закон днес той действа в Саудитска Арабия, Судан, Ирак, Обединените арабски емирства, Катар, Йемен, Иран, Афганистан, Пакистан, Мавритания. През май 2014 г. законите на шариата са въведени и в Бруней. В тези страни наказания, указани в шариата, като обезглавяване, бичуване и убийство с камъни се практикуват по съдебен ред или извънсъдебно. Налагането на шариата е от дълго време цел на ислямистки движения по целия свят, включително в Западния свят, но опитите за налагане на шариата са придружени с противоречия, насилие и дори войни. Във Великобритания Мюсюлманският арбитражен трибунал използва шариата за решаване на семейни диспути и това ограничено прилагане на шариата е противоречиво.
Концепцията за престъпление, съдебен процес, правосъдие и наказание, въплътена в шариата, е различна от концепцията в светското право. Различията между шариата и светското право водят до все по-чести спорове дали шариатът е съвместим със светските форми на управление, човешките права, свободата на мисълта и правата на жените.